# Ribes mescalerium
Ribes mescalerium är en ripsväxtart som beskrevs av Frederick Vernon Coville. Ribes mescalerium ingår i släktet ripsar, och familjen ripsväxter. Inga underarter finns listade i Catalogue of Life.